# Cocked & Loaded
Cocked & Loaded è il secondo album degli L.A. Guns, uscito nel 1989 per l'Etichetta PolyGram.
È l'album di maggior successo del gruppo, merito principalmente del singolo The Ballad of Jayne.

## Tracce
1. Letting Go (Cripps, Guns, Lewis, Nickels, Riley) 1:22
2. Slap in the Face (Cripps, Guns, Lewis, Nickels, Riley) 3:54
3. Rip and Tear (Cripps, Guns, Lewis, Nickels, Riley) 4:11
4. Sleazy Come Easy Go (Cripps, Guns, Lewis, Nickels, Riley) 4:01
5. Never Enough (Cripps, Guns, Lewis, Nickels, Riley, Tripp) 4:10
6. Malaria (Cripps, Guns, Lewis, Nickels, Riley) 5:22
7. The Ballad of Jayne (Cripps, Guns, Lewis, Nickels, Riley) 4:30
8. Magdalaine (Cripps, Guns, Lewis, Nickels, Riley) 6:05
9. Give a Little (Cripps, Guns, Lewis, Nickels, Riley) 3:29
10. I'm Addicted (Cripps, Guns, Lewis, Nickels, Riley) 1:51
11. 17 Crash [version] (Cripps, Guns, Lewis, Nickels, Riley) 3:39
12. Showdown (Riot on Sunset) (Cripps, Guns, Lewis, Nickels, Riley) 3:18
13. Wheels of Fire (Cripps, Guns, Lewis, Nickels, Riley) 4:56
14. I Wanna Be Your Man (Cripps, Guns, Lewis, Nickels, Riley) 3:36

## Formazione
- Phil Lewis - voce
- Tracii Guns - chitarra
- Mick Cripps - chitarra
- Kelly Nickels - basso
- Steve Riley - batteria

### Altri musicisti
- Robin Zander - cori
- Rick Nielsen - cori